# ボンボローネ

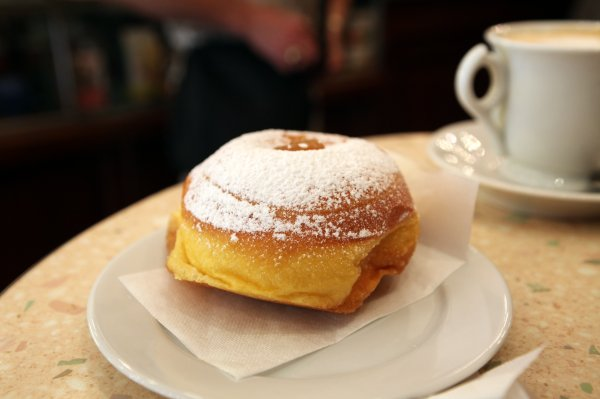
マーマレード入りボンボローネ

ボンボローネ（イタリア語: bombolone、複数形:bomboloni）は、伝統的なイタリアの菓子。丸い揚げパンにクリームやジャムを詰め、砂糖でまぶしたスイーツである。ボンバ（bomba）とも呼ばれる。
ナポリ、シチリア（旧両シチリア王国）ではグラッファ（graffe）と呼ばれる。これはドイツのクラップフェンが旧ロンバルド＝ヴェネト王国経由で伝わり、イタリア語化した名称である。
日本では2021年にマリトッツォの流行があったが、2022年に次に流行するスイーツの1つとしてボンボローネが注目された。